# Smyčka (Pavel Kohout)
Smyčka je román českého spisovatele Pavla Kohouta z roku 2008.

## Děj románu
Student Univerzity Karlovy Jan Soukup se zamiluje před 2. světovou válkou do krásné mladé herečky Kamily Nostitzové, která je však milenkou předního sociálnědemokratického politika a profesora UK Felixe Fischera, který se kvůli ní rozvede. Jan žárlí, za protektorátu vystupuje proti Fischerovu názoru, že bychom se neměli bránit. Fischer před Hitlerem utíká do Londýna, kde se stává blízkým spolupracovníkem Edvarda Beneše. Po uzavření vysokých škol nacisty je Jan totálně nasazen v Drážďanech, kde opět potkává Kamilu, která nestačila utéci za manželem do Londýna. Stávají se milenci, Kamila je naoko rozvedená s Fischerem, aby byla pro nacisty menším cílem.
Po únoru 1948 se připravuje sloučení KSČ se sociální demokracií, na této akci spolupracuje Jan. Kamila po návratu zruší rozvod. Poté Jana pozve na schůzku, aby ho poprosila, aby se sešel s jejím manželem, kde by jednali o sloučení.
Po schůzce s Fischerem Jana odvezou k šéfovi nově vznikající StB, Jan se stává jejím agentem s krycím jménem Kamil a dostane za úkol střežit právě Fischera.
StB pověří Soukupa, aby Fischerovi oznámil, že je v ohrožení a mohl by vyjet přednášet na univerzitu do Vídně. Fischer po zprávě, že dalšího odpůrce sloučení Laštovičku přejelo auto, nabídku přijímá pod podmínkou, že se Laštovičkova smrt vyšetří. K Fischerovi za několik dní přijede policie, je mu zabaven pas a je obviněn z šíření poplašné zprávy.
Jan zasáhne, na StB mu oznámí, že v noci nechají nehlídaný hraniční koridor s Rakouskem, aby mohl Fischer přejít.
Podivným způsobem umírá i další odpůrce sloučení Josef Pýcha.
Akce s přechodem hranic se nepodařila, nějaký poručík si vymyslel noční cvičení nováčků, avšak Fischer tušil past a stačil utéci jinde.
Jan doručí Fischerovi, který se ve Vídni zkontaktoval s rakouskými sociálními demokraty, jeho starý pas (podle dohody měl dostat nový, takže Fischerovi bylo jasné, že zabavení pasu bylo jen naoko), někdo mu pošle pálenku, po vypití se skácí k zemi, odveze jej falešná sanitka, která jej unese do vazební věznice na Pankrác.
Jan se urychleně vrací do Prahy, vydání Rudého práva se předělává na příkaz politbyra - nová hlavní zpráva - na státní hranici s Rakouskem chytili při nezákonném přestupu západního agenta Felixe Fischera.
Jana si pozve Richard Teringl- toto mu oznámí a vyhrožuje mu, že pokud bude říkat něco jiného on či Kamila, tak skončí jako Fischer.
Kamila má hrát v Národním divadle Mackbetha, premiéra se ruší, jeden z herců údajně dostal infekční žloutenku (záminka, aby Kamila byla uklizena z očí veřejnosti).
Kamila byla s údajnou žloutenkou na izolaci, poté ji převezli do zotavovny ministerstva vnitra v Jáchymově.
Jan se s ní před procesem s Fischerem sešel na pražském Slavíně, byl po školení, jak má vypovídat jako korunní svědek proti Fischerovi, rozhodl se, že řekne pravdu, protože proces bude přenášet v přímém přenosu rozhlas a on si myslí, že tak stranu dokáže očistit od špatných lidí, a že jen Teringl intrikuje.
Felix byl ve vazbě psychicky týrán, ale nepovolil.
Jana si v noci před procesem pozvali na StB, dostal několik ran boxerskými rukavicemi jako varování a dozvěděl se, že proces bude přenášen s časovou prodlevou - tzv. "časová smyčka".
Při výpovědi u soudu na něj dolehla tíseň a on odpovídal tak, jak měl.
1953 - z Jana se stal šéfredaktor Rudého práva a zasloužilý umělec, namlouvá si, že by jeho výpověď stejně nic nezměnila, vzal si pionýrskou vedoucí Janinku, Teringl se stal ideologem strany a přiznal se, že kdyby Jan řekl něco jiného u toho soudu, tak by mu všichni uvěřili, ale tím, že řekl "ano" na otázku, jestli byl u zatčení Fischera, tak Teringlovi vytáhl hlavu ze smyčky.
Fischer zemřel ve vězení, Kamila se proto oběsila v koupelně, Soukup to původně nechtěl dát ani do novin.

## Charakteristika hlavních postav
- Felix Fischer vystudoval anglistiku a bohemistiku na Universitě Karlově (1912), díky nešťastné lásce unikl plavbě na Titaniku. V USA se seznámil s Masarykem a Benešem, jemuž dělal asistenta. Po návratu do vlasti vstoupil do sociální demokracie, stal se poslancem, z toho postu odešel, aby se opět mohl věnovat své akademické práci na universitě. Vzal si francouzskou bohemistku Michelle Fournier, která však raději zůstávala v Paříži. Rozvedl se kvůli herečce Kamile Nostitzové. Před nacisty spolu s Benešem odletěl do Londýna, kde působil jako jeho blízký spolupracovník a zároveň pracoval v rozhlase "Volá Londýn". Po návratu z exilu se opět vrací ke Kamile, je jedním z hlavních odpůrců sloučení sociální demokracie s KSČ. Je lapen do pasti komunistických funkcionářů, odsouzen jako západní agent a v roce 1953 umírá ve vězení.

- Jan Soukup pochází z proletářského Karlína, vystudoval Universitu Karlovu, rodiče jsou komunisté, on byl od mládí komunistický funkcionář a agitační básník, za války byl totálně nasazen v říši, působí jako redaktor kulturní rubriky Rudého práva. Miluje Kamilu Nostitzovou. Po procesu s Fischerem se utěšuje, že jeho výpověď by nic nezměnila. Teringl jej však vyvede z omylu. Aby se utěšil vezme si pionýrskou vedoucí Janinku.

- Kamila Nostitzová pochází ze známé rodiny, od mládí se chtěla zabývat filosofií, proto o sebe moc nedbala. Vyšla z omylu, jako krásnou herečku ji obsazovali do mnoha rolí. Fischerovo dílo se jí velmi líbilo, přijela za ním do Prahy a už spolu zůstali. Za války byli naoko rozvedeni, ona byla totálně nasazena v říši. Po návratu se vrátila k Fischerovi. Po manželově procesu měla zakázané veřejné vystupování. Po zprávě, že její manžel zemřel, se oběsila v koupelně.